# Марійка Модева
Марійка Модева (болг. Марийка Модева; нар. 4 квітня 1954) — болгарська спортсменка, академічна веслувальниця, дворазова срібна призерка Олімпійських ігор з академічного веслування в четвірці розпашній з рульовим, призер чемпіонату світу.

## Спортивна кар'єра
Дебютувала на міжнародній арені 1973 року, показавши п'ятий результат в вісімках на чемпіонаті Європи в Москві.
Першого серйозного успіху досягла 1975 року, завоювавши у складі збірної Болгарії на чемпіонаті світу в Ноттінгемі срібну медаль в змаганнях  четвірок розпашних з рульовим.
на Олімпійських іграх 1976 Модева у складі четвірки розпашної з рульовим у фінальному заїзді прийшла до фінішу другою, завоювавши разом з подругами Гінкою Гюровою, Рені Йордановою, Ліляною Васевою та рульовою Капкою Георгієвою срібну нагороду.
Після Олімпіади Модева продовжувала брати участь в міжнародних змаганнях в різних класах, таких як двійки розпашні, четвірки розпашні з рульовим, вісімки розпашні з рульовим.
1978 та 1979 року у складі болгарської команди займала четверті місця на чемпіонатах світу серед четвірок розпашних з рульовим.
На Олімпійських іграх 1980, за відсутності на Олімпіаді через бойкот ряду команд західних та ісламських країн, Модева у складі четвірки розпашної з рульовим у фінальному заїзді прийшла до фінішу другою, завоювавши разом з подругами Гінкою Гюровою, Ритою Тодоровою, Іскрою Веліновою та рульовою Надею Філіповою срібну нагороду, що стала для Марійки другим олімпійським сріблом.

### Виступи на Олімпіадах
| Олімпіада     | Дисципліна                           | Місце  |
| ------------- | ------------------------------------ | ------ |
| Монреаль 1976 | четвірки розпашні з рульовим (жінки) | Срібло |
| Москва 1980   | четвірки розпашні з рульовим (жінки) | Срібло |